# Временное Сибирское правительство (Дербера)
Вре́менное Сиби́рское прави́тельство (под председательством Дербера), с 29 июня 1918 переименовано во Вре́менное прави́тельство автоно́мной Сиби́ри (ВПАС) (28 января (10 февраля) 1918 — 22 октября 1918) — орган исполнительной власти Сибирской республики, существовавший на территории Сибири и Дальнего Востока во время Гражданской войны в России с 28 января (10 февраля) по 22 октября 1918 года. Встречается также термин «группа Дербера», введённый политическими противниками, чтобы подчеркнуть ограниченный и с сомнительной легитимностью статус правительства.
21 июля 1918 года Пётр Дербер сложил с себя все полномочия и вплоть до расформирования правительства пост председателя занимал Иван Лавров.

## История создания
Открытие Сибирской областной Думы в Томске несколько раз откладывалось из-за отсутствия кворума. Это было связано с огромными размерами региона, транспортными трудностями зимы 1917—1918, а также с бойкотом Думы представителями рабочих организаций. Только к концу января 1918 в Томске собралось около ста депутатов и на 1 (14) февраля 1918 год было назначено первое собрание. К моменту перед открытием самыми сильными фракциями являлись эсеры и «фракция национальностей». В последнюю входили национальные представители Сибири (якуты, буряты и другие народности), а также поляки, украинцы и немцы-колонисты.
Однако большевики в Центросибири, фактически контролировавшей к тому времени Томск, не были заинтересованы в появлении ещё одного легитимного центра власти. Поэтому в ночь с 25 на 26 января в городе ими были произведены аресты депутатов Думы, в том числе И. А. Якушева, которого по предварительной договорённости между фракциями планировалось выдвинуть на пост председателя. На следующий день вышло постановление исполкома Томского губернского Совета о роспуске Думы и об аресте членов Временного Сибирского Областного Совета.
Масса деталей и фактов о дальнейших событиях содержится в цитируемых мемуарах Г. К. Гинса. Следует помнить, однако, что сам Гинс в июне 1918 стал управляющим делами Совета министров в альтернативном правительстве Вологодского и в своих мемуарах несколько предвзято описывает правительство Дербера. Например, собрание 47 депутатов в помещении Томской продовольственной управы у него превращается в «около двадцати человек на конспиративной квартире», а сам процесс «выборов» (это слово он берёт в кавычки) описывается в иронично-сниженном стиле:

Постоянно прислушиваясь, не идут ли большевики, храбрые заговорщики быстро выкрикивали имена кандидатов, едва успевая остановиться на их оценке…

Несмотря на чрезвычайные условия формирования и некоторые ошибки, состав кабинета, как показало время, отнюдь не был случаен.
47 из избежавших ареста депутатов вечером 28 января собрались на нелегальное заседание в помещении Томской продовольственной управы. Вёл заседание П. Я. Дербер. На этом заседании после кратких обсуждений было сформировано Временное Сибирское правительство:
| №  | Лицо                 | Должность                                                |
| -- | -------------------- | -------------------------------------------------------- |

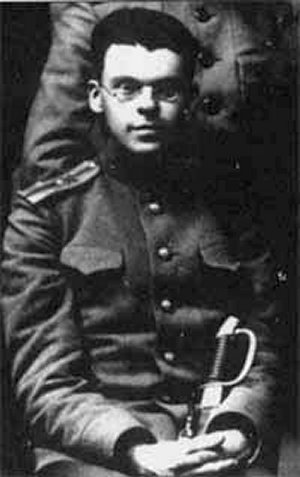
Аркадий Краковецкий в форме поручика. Всероссийский Съезд офицерских революционных организаций, декабрь 1906

| 1  | Пётр Дербер          | Председатель правительства Министр земледелия (временно) |
| 2  | Пётр Вологодский     | Министр иностранных дел                                  |
| 3  | Николай Жернаков     | Государственный контролёр                                |
| 4  | Захаров ?. ?.        | Министр без портфеля                                     |
| 5  | Колобов М. А.        | Министр торговли и промышленности                        |
| 6  | Аркадий Краковецкий  | Военный министр                                          |
| 7  | Владимир Крутовский  | Министр здравоохранения                                  |
| 8  | Сергей Кудрявцев     | Министр без портфеля                                     |
| 9  | Иван Михайлов        | Министр финансов                                         |
| 10 | Валериан Моравский   | Государственный секретарь                                |
| 11 | Неамитуллов Г. Ш.    | Министр без портфеля                                     |
| 12 | Александр Новосёлов. | Министр внутренних дел                                   |
| 13 | Григорий Патушинский | Министр юстиции                                          |
| 14 | Элбек-Доржи Ринчино  | Министр народного просвещения                            |
| 15 | Иван Серебренников   | Министр снабжения и продовольствия                       |
| 16 | Сулим Д. Г.          | Министр экстерриториальных народностей                   |
| 17 | Тибер-Петров В. Т.   | Министр туземных дел                                     |
| 18 | Леонид Устругов      | Министр путей сообщения                                  |
| 19 | Михаил Шатилов       | Министр без портфеля                                     |
| 20 | Иван Юдин            | Министр труда                                            |

Председателем Думы был утверждён арестованный большевиками Якушев.
Из-за ограниченности во времени и отсутствия множества депутатов, многие выбранные в ту ночь узнали о своём новом министерском статусе неделями позже, как, например, П. В. Вологодский, которого без его ведома сделали министром иностранных дел. Из выбранных членов правительства на самом собрании, кроме Дербера, присутствовали только Колобов, Моравский, Неамитуллов, Тибер-Петров и Юдин. Вологодский, Крутовский, И. Михайлов и Серебренников, избранные заочно, узнали о своих министерских портфелях много позже. Устругов позднее предпочёл войти в правительство («деловой кабинет») генерала Хорвата. Ринчино отказался от своего поста, так как хотел заниматься проблемами родного бурятского народа. В том же году он стал председателем Бурнацкома. Сулима же вообще вошёл в большевистский совет Барнаула, позже воевал в составе большевистских частей особого назначения и погиб в Горном Алтае при попытке прорыва в Монголию.

## Деятельность правительства до июня 1918
Так как функционирование правительства в контролируемом большевиками Томске не представлялось возможным, первоочередной задачей считался переезд членов правительства на Дальний Восток. В марте Дербер вместе с рядом других членов организации перебрался в Харбин, затем в июне — во Владивосток. Перед отъездом для представительства на контролируемой большевиками территории Дербером был сформирован подпольный Западно-Сибирский комиссариат (ЗСК) из четырёх человек: М. Я. Линдберг, Б. Д. Марков, П. Я. Михайлов и В. О. Сидоров. Все они являлись членами партии эсеров.
Правительство так никогда не собиралось в полном составе, не обладало реальной властью, а легитимность его формирования без кворума и без уведомления выбираемых членов вызывала вопросы у политических противников. Исторический интерес представляет «Декларация Сибирской Думы», которая была принята на том же подпольном собрании 28 января (10 февраля) 1918 года. Среди политических и экономических деклараций следует отметить федеративное устройство будущей Российской республики и широкую автономию Сибири в нём:

Все силы и средства Дума отдаст для защиты и скорейшего возобновления работы Всероссийского Учредительного Собрания, признавшего законом о федеративном устройстве Российской демократической республики автономию Сибири и других частей государства.

## «Июньский переворот» 1918
Восстание Чехословацкого корпуса весной 1918 положило начало переходу власти в Сибири к антибольшевистским силам. Один за другим силами Белой армии и Чехословацкого корпуса занимались города Западной и Восточной Сибири. 6 июня 1918 года был занят Омск. В своём первом же приказе по только что образованной Омской комендатуре полковник Иванов-Ринов извещает о том, что «вся полнота власти с сего числа принадлежит мне и уполномоченному Вр. Сибирского Правительства А. А. Кузнецову впредь до передачи власти земским и городским общественным управлениям». Следующим естественным шагом было бы способствовать переезду правительства Дербера из Владивостока и передать ему гражданскую власть. Однако политическая обстановка июня 1918 сильно отличалась от января 1918. Правительство Дербера было эсеровским по своему основному составу и по распределению важнейших портфелей, то есть крайне левым по критериям того времени. Далеко не все в армии хотели, едва изгнав большевиков, получить власть эсеров. Кроме того, появились новые лица со своими собственными политическими амбициями. В результате весь июнь в Омске шли переговоры и консультации, в результате которых 30 июня 1918 года было объявлено о создании нового Временного Сибирского правительства, председателем которого стал П. В. Вологодский. Оценивая события июня 1918, Н. Н. Головин пишет, что «происшедшая в Омске смена власти представляла собою мирно совершившийся переворот».
Правительство Дербера не желало признавать результатов этого переворота. 29 июня во Владивостоке прошло заседание, на котором было объявлено о переименовании во Временное правительство автономной Сибири (ВПАС). Через несколько дней правительства в Омске и Владивостоке непрямо обменялись взаимоисключающими заявлениями. Сначала 4 августа 1918 года правительство Вологодского публикует декларацию о том, что «отныне никакая иная власть помимо Временного Сибирского Правительства не может действовать на территории Сибири или обязываться от её имени». Несколько дней спустя, 8 августа 1918 года, уже правительство Дербера публикует «Декларацию Временного правительства автономной Сибири», где оно «доводит до сведения дружественных России держав как союзных, так и нейтральных, что 29 июня н. ст. 1918 г. оно вступило в права и обязанности центральной государственной власти Сибири».
Помимо принятия деклараций, других способов борьбы у ВПАС не было. Военная сила и поддержка в Сибири была за правительством Вологодского. Сам Дербер вскоре после принятия декларации «Временного правительства автономной Сибири» 21 июля 1918 года сложил с себя все полномочия в правительстве и покинул Владивосток. Его преемником на посту председателя правительства стал эсер И. А. Лавров.
В августе по предложению союзников велись переговоры об объединении правительств генерала Хорвата и ВПАС. Переговоры были сорваны, когда полковник Толстов, подчинённый военному министру Краковецкому, отказался признать власть хорватовского генерала Плешкова.
В октябре 1918 года ВПАС самораспустилось, признав власть Временного Всероссийского правительства («Уфимской директории»).
Декларация о передачи власти Временному Всероссийскому Правительству была подписана 3 ноября 1918 года в Омске. Декларацию подписали: председатель совета министров П. Вологодский, министр снабжения И. Серебрянников, министр финансов И. Михайлов, управляющий делами совета министров Г. Гинс, управляющий информационным бюро Манкевич.